# Marble Hill (Manhattan)
Marble Hill is het noordelijkste gedeelte van het stadsdeel Manhattan van New York. De wijk is vernoemd naar de marmer die in het gebied gewonnen werd. De wijk wordt bestuurd door de Bronx Community Board 8.

## Overzicht
Opvallend aan Marble Hill is, dat het administratief tot het stadsdeel Manhattan behoort, maar niet op het eiland Manhattan ligt: de aanleg van het Harlem River Ship Channel in 1895 zorgde ervoor dat het gebied een eiland werd doordat het kanaal ten zuiden en de Spuyten Duyvil Creek ten noorden het gebied nu omsloten.
In 1914 werd de Spuyten Duyvil Creek gedempt waardoor Marble Hill verbonden werd met het stadsdeel Bronx en de rest van Noord-Amerika.
Toen in 1939 een rechter oordeelde dat Marble Hill administratief bij Manhattan en New York County bleef behoren, riep de toenmalige burgemeester van de Bronx Marble Hill uit tot 'Het Sudetenland van de Bronx', doelend op de annexatie van het Tsjechische Sudetenland door nazi-Duitsland in 1938.
Bewoners van Marble Hill maken weliswaar administratief uit van een politiek district waartoe ook de uiterst noordelijk gelegen delen van Manhattan behoren, maar de gemeentelijke dienstverlening vindt plaats vanuit de Bronx. Dit komt waarschijnlijk omdat Marble Hill vanuit de Bronx beter te bereiken is dan vanuit Manhattan; als de brandweer vanuit Manhattan moet aanrukken moeten zij over de University Heights-brug, die bovendien een hefbrug is; Broadway Bridge vanuit de Bronx is veel dichterbij.
Het Amerikaanse postbedrijf behandelt Marble Hill als een deel van de Bronx, aangezien de postcode 10463 is ('104' wordt gebruikt voor de Bronx, '100' t/m '102' zijn gereserveerd voor Manhattan).

## Demografie
De wijken Kingsbridge in The Bronx en Marble Hill in Manhattan vormen samen één censusgebied. In 2020 telden de wijken 22.807 inwoners. 15,6% van de bevolking is blank; 4,0% is Aziatisch; 12,6% is Afro-Amerikaans en 64,7% is Hispanic ongeacht ras of etnische groepering. In 2019 was het gemiddelde gezinsinkomen US$42.289, en ligt fors beneden het gemiddelde van de stad New York ($72.108).

## Transport
Marble Hill wordt bediend door het metrostation Marble Hill-225th Street en het treinstation Marble Hill station aan de Hudson Line. De highway U.S. Route 9 loopt door Marble Hill.

## Galerij

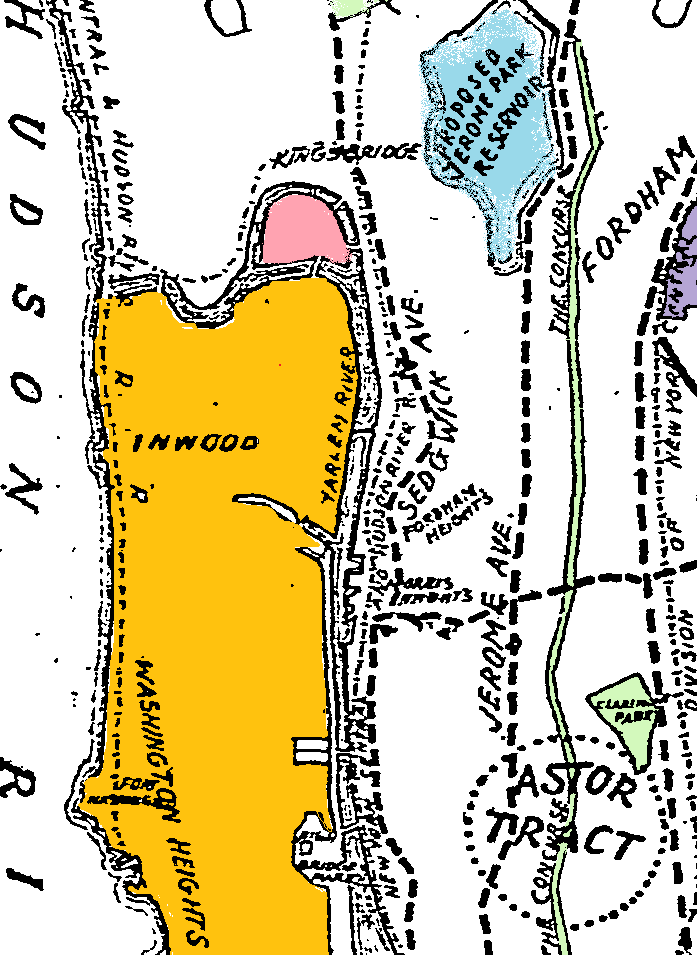
Kaart van 1896 met Marble Hill als een eiland
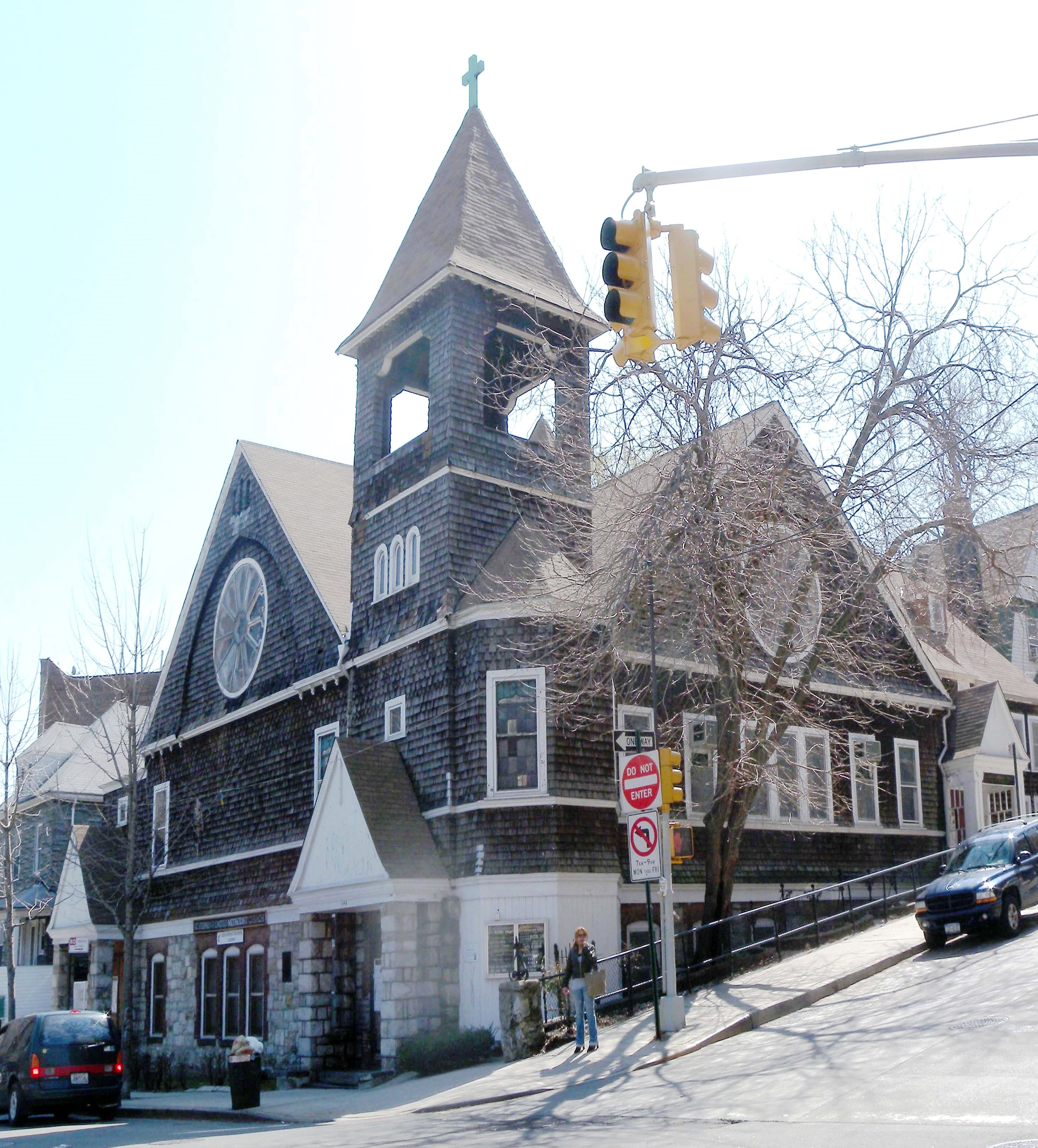
St Stephens Methodistenkerk
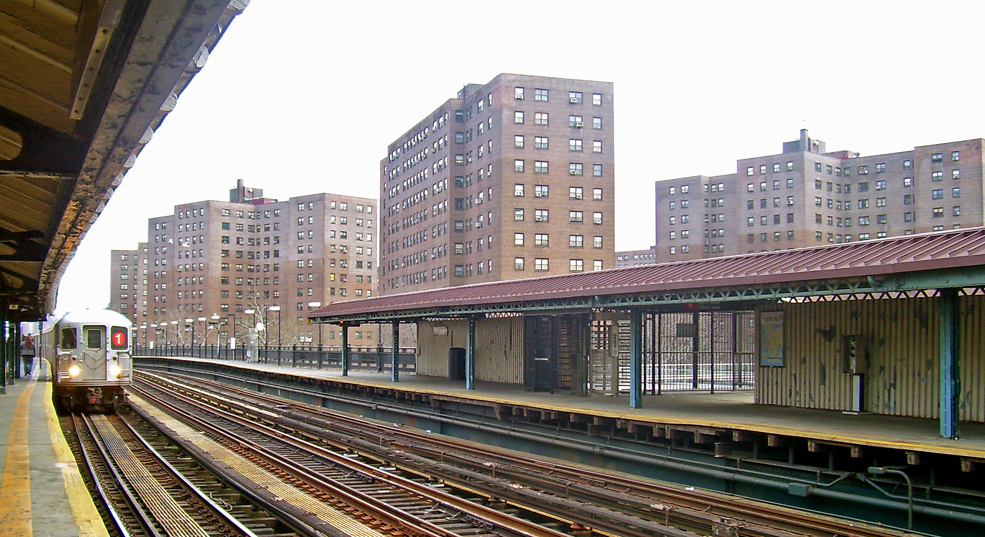
Metrostation Marble Hill-225th Street
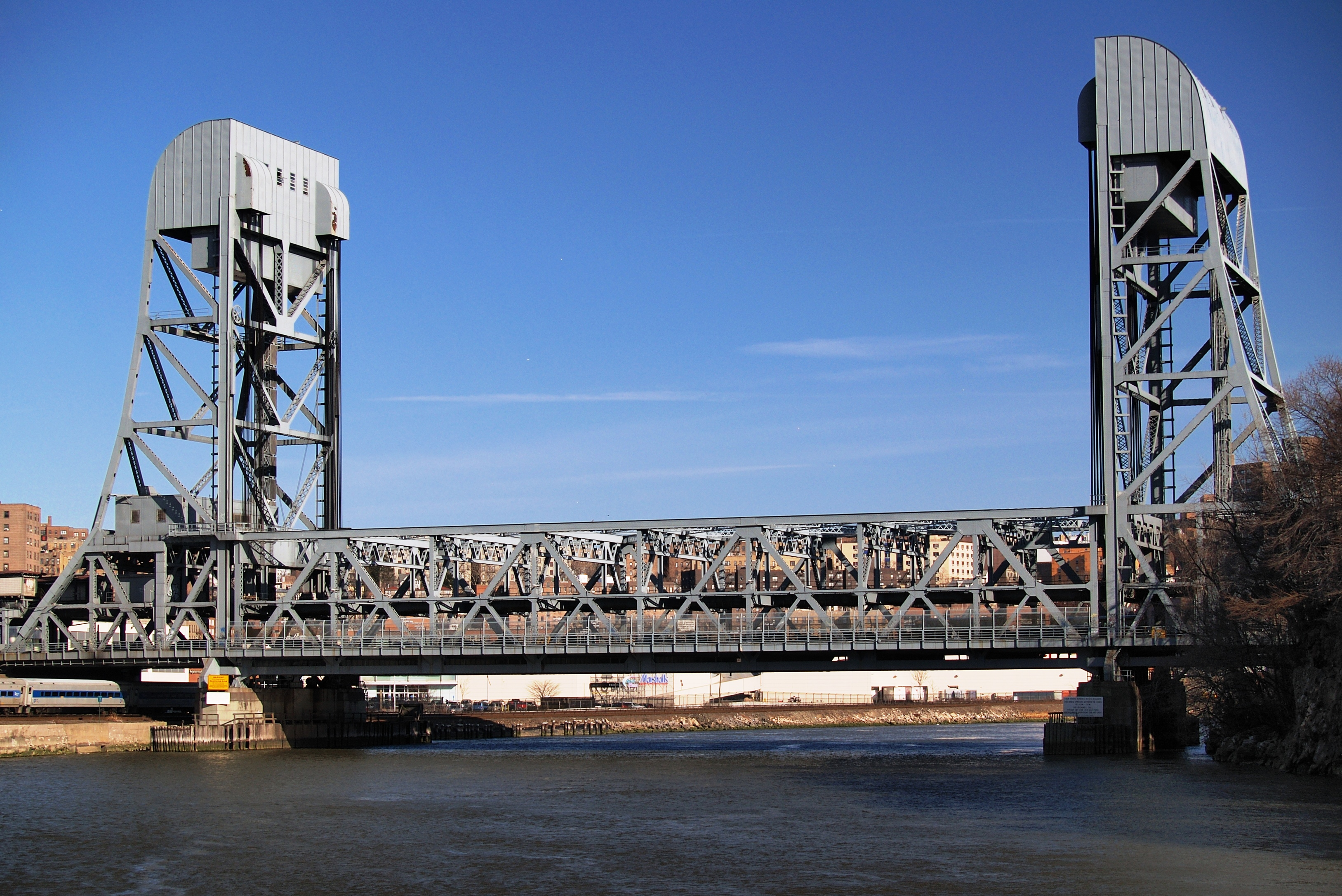
Brug tussen Manhattan en Marble Hill

Alphabet City · Battery Park City (Financial District) · Bowery · Carnegie Hill · Chelsea · Chinatown (Financial District) · Civic Center · Greenwich Village · Hamilton Heights · Harlem · Hell's Kitchen · Hudson Yards · Inwood · Kips Bay · Koreatown · Lenox Hill · Lower East Side · Little Italy (Financial District) · Manhattanville · Marble Hill · Meatpacking District · Morningside Heights · Murray Hill · NoHo · Riverside South · Rose Hill · SoHo · South Street Seaport (Financial District) · TriBeCa / Lower West Side · Two Bridges · Upper West Side · Upper East Side · Yorkville · Washington Heights · World Trade Center (Financial District)